# Photostomias atrox
Photostomias atrox es una especie de pez de la familia Stomiidae en el orden de los Stomiiformes.

## Morfología
Los machos pueden llegar alcanzar los 15,4 cm de longitud total.

## Hábitat
Es un pez de mar y de aguas subtropicales que vive entre 141-533 m de profundidad.

## Distribución geográfica
Se encuentra en las aguas tropicales y subtropicales del Atlántico nororiental y del Atlántico sur (hasta 23 ° 53'S), el Mar de Arabia, la Bahía de Bengala, el Índico y el Pacífico.